# Flòptical

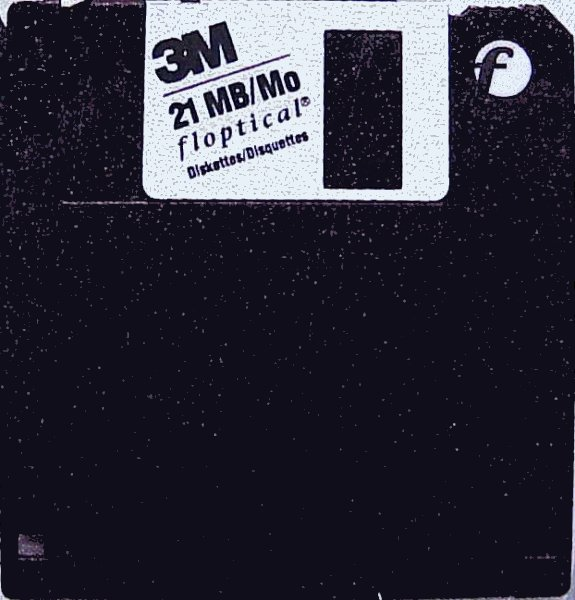
Floptical de 21MB i 3½"

Flòptical és un sistema d'emmagatzematge extern mòbil d'uns vint megabytes, introduït el 1991 per Insite Peripherals. Tot i ser un progrés de capacitat, no va tenir molt èxit i ja el 1993 va desaparèixer del mercat.
S'utilitzava amb una unitat de disc que marcava amb traços discontinus les pistes del disc, com la ratlla discontínua que separa els carrils d'una autopista. Un sensor òptic és capaç de registrar aquestes marques i col·locar el cap de lectura i escriptura sobre el carril en què es volen escriure o llegir les dades. Amb aquesta tecnologia s'aconsegueix emmagatzemar deu vegades més informació que en un disc flexible de 3 ½ d'1,44 Mb. A més si s'introdueix un disquet normal, el sensor òptic no detecta aquestes marques i la disquetera funciona com qualsevol altra. Té un sistema làser emissor de llum, aquest serveix per gravar les dades i no estampar com fan els procediments mecànics.
Amb els 21 megabyte de capacitat aquesta tecnologia significa un progrés enorme a principis dels anys 1990. L'arribada dels discs magnetoòptics a bon preu, del Disc Zip i altres, avui ja reemplaçats per nous mitjans de prestacions més elevades va fer el flòptical totalment obsolet.